# 미국의 범죄

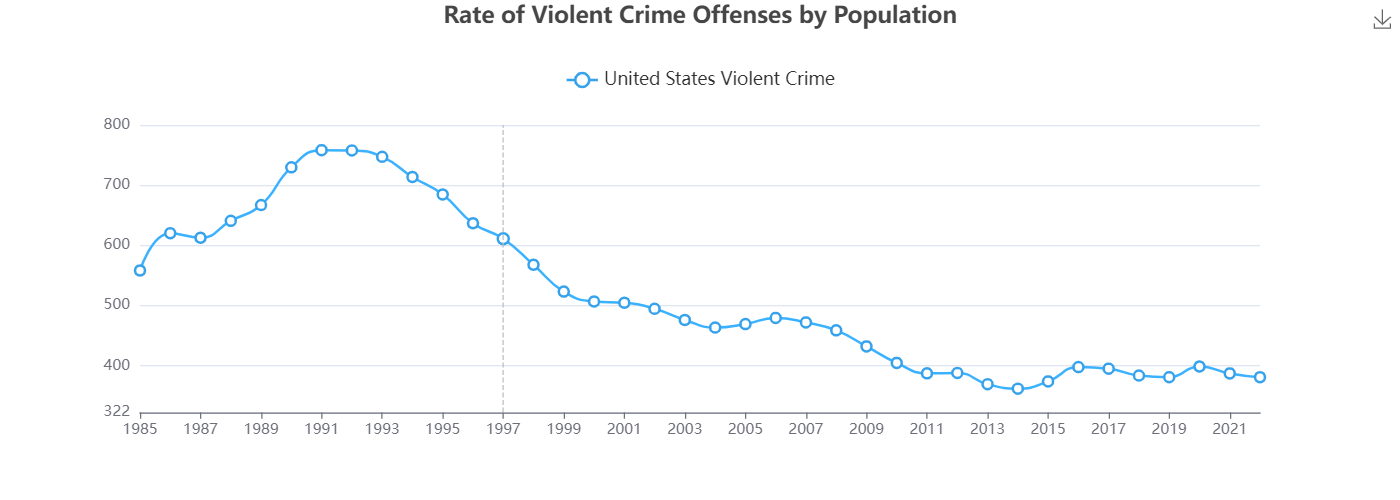
미국에서 1985년부터 2022년까지 연도별 인구 10만 명당 강력 범죄 발생률

범죄는 미국 건국 이래로 기록되어 왔으며 시간이 지남에 따라 크게 변동했다. 이용 가능한 대부분의 데이터는 1930년대 이전의 범죄를 과소평가하여(불완전한 데이터셋 및 기타 요인으로 인해) 1900년대 초반에는 범죄율이 낮았고 이후 급격히 증가했다는 잘못된 인상을 준다. 대신 식민지 시대의 강력 범죄는 현재 이용 가능한 데이터에서 가장 높은 현대 범죄율보다 3배 더 높았을 가능성이 있으며, 범죄율은 식민지 시대 이래로 감소 추세였다. 1930년대부터 이용 가능한 더 나은 범죄 보고 및 기록 데이터에 따르면, 범죄는 1970년대부터 1990년대 초반 사이에 전반적으로 현대의 최고점을 기록했다. 1992년 이후, 범죄율은 매년 전반적으로 하락 추세였으며, 2001년의 약간의 재산 범죄 증가와 2005-2006년, 2014-2016년, 2020-2021년의 강력 범죄 증가는 예외였다. 2024년 7월 1일 현재 강력 범죄는 감소했으며, 살인 사건은 연말까지 2015년 수준으로 떨어질 것으로 예상된다.
마셜 프로젝트(Marshall Project)가 지적하듯이, "2020년까지 거의 모든 법 집행 기관이 FBI 데이터베이스에 포함되었다." 그러나 2021년에 발효된 새로운 시스템은 많은 데이터가 누락되었다. 2022년에는 경찰서의 32%가 범죄 데이터 보고를 중단했으며, 24%의 경찰서는 연중 일부 달에만 범죄 데이터를 보고했다. 이로 인해 누락된 데이터가 계산되지 않아 인위적으로 낮은 범죄율을 초래한다. 2020-2021년 연방 데이터와 비당파적 형사 사법 위원회가 수집한 일부 미국 도시의 제한된 데이터는 2020-2022년에 살인 및 자동차 절도율이 상당히 증가했음을 보여주었다. 비록 전체 범죄율과 살인율이 1980년대 후반과 1990년대 초반에 미국에서 목격된 범죄의 정점보다 훨씬 낮아졌지만, 미국의 살인율은 다른 "고소득"/선진국에 비해 높으며, 나라별 고의적 살인율 목록에서 2022년에는 8개의 주요 미국 도시가 세계에서 살인율이 가장 높은 50개 도시 중 하나로 꼽혔다. 2021년에 보고된 추정치에 따르면, 미국의 범죄 총 비용은 4조 9천억 달러로 상당하다. 정부 및 민간 부문 출처에서 2023년 상반기 데이터에 따르면, 미국 전역의 90개 도시에서 살인율이 최대 12%까지 하락했다. 그러나 살인율 감소는 테네시주 멤피스와 같은 일부 도시에서 살인율이 증가하는 등 전국적으로 균일하지 않다.
국가 범죄 데이터의 두 가지 주요 출처는 연방수사국의 통일 범죄 보고서(법 집행 기관에 기록된 8가지 유형의 범죄를 색인화)와 법무통계국의 전국 범죄 피해 조사(경찰에 보고되지 않은 범죄도 포함할 수 있음)이다. 미국 범죄 보고서로 알려진 주요 통일 범죄 보고서 외에도, FBI는 미국의 법집행 현황에 대한 연간 보고서를 발행한다. 이 보고서의 특정 범죄 정의는 많은 미국 법 집행 기관에서 표준으로 간주된다. FBI에 따르면, 색인 범죄는 강력범죄와 재산 범죄를 포함한다. 강력범죄는 5가지 형사 범죄로 구성된다: 살인 및 비과실 치사, 강간, 강도, 가중 폭행, 조직 폭력; 재산 범죄는 절도, 절도, 자동차 절도, 방화로 구성된다.
범죄의 기본 측면은 범죄자, 피해자, 범죄 유형, 심각성 및 수준, 위치를 고려한다. 이는 법집행 기관이 어떤 상황을 처음 조사할 때 묻는 기본적인 질문들이다. 이 정보는 사건 보고서라고도 알려진 경찰 체포 보고서에 의해 정부 기록으로 형식화된다. 이러한 양식은 범죄를 시스템에 입력하는 데 필요한 모든 정보를 제시하며, 추가 법 집행 요원이 검토할 수 있는 강력한 개요를 제공한다. 사회는 미디어 측면이 공포 요소를 증폭시키기 때문에 범죄율에 대해 강한 오해를 가지고 있다. 시스템의 범죄 데이터는 경제, 미검거 범죄, 인구, 지리와 같은 특정 사회적 요인에 따라 범죄별로 변동한다.

## 시간 경과에 따른 범죄

1960년부터 시작된 미국 재산 범죄율 (인구 10만 명당). 출처: 법무통계국.

바이든 행정부 하에서 강력 범죄가 급증했다는 "범죄 위기" 비난에도 불구하고, FBI 데이터는 2020년 코로나19 팬데믹 중 급증한 이후 대통령의 재임 첫 2년 동안 강력 범죄율이 크게 감소했음을 보여주었다. 2022년에는 강력 범죄율이 50년 만에 최저치에 근접했으며, 2024년 초에 발표된 예비 데이터는 2023년에도 계속 감소하고 있음을 나타냈다. 2024년 7월 1일 현재 강력 범죄는 감소했으며, 살인 사건은 연말까지 2015년 수준으로 떨어질 것으로 예상된다.
1980년대 초, 한 연구(1978년부터 1982년까지의 데이터를 사용)는 살인 피해자가 될 평생 누적 위험(즉, 흔히 인용되는 연간 살인 위험 통계가 아니라 평생 살인으로 사망할 위험)이 133명 중 1명으로 추정했다. 그러나 이 연구는 인종과 성별에 따라 상당한 차이를 발견했는데, 흑인 남성은 21명 중 1명, 흑인 여성은 104명 중 1명, 백인 남성은 131명 중 1명, 백인 여성은 369명 중 1명이었다. 그 이후로 이 위험은 감소하고 있는데, 1997년에는 240명 중 1명, 2009년에는 287명 중 1명이었다.
제2차 세계 대전 이후, 미국의 범죄율은 증가하여 1970년대부터 1990년대 초반에 정점을 찍었다. 강력 범죄는 1960년부터 1991년 정점까지 거의 4배 증가했다. 같은 기간 동안 재산 범죄는 2배 이상 증가했다. 그러나 1990년대 이후에는 일반적인 오해와는 달리, 미국의 범죄율은 꾸준히 감소했으며, 1990년대 후반과 2000년대 초반에 크게 감소했다.

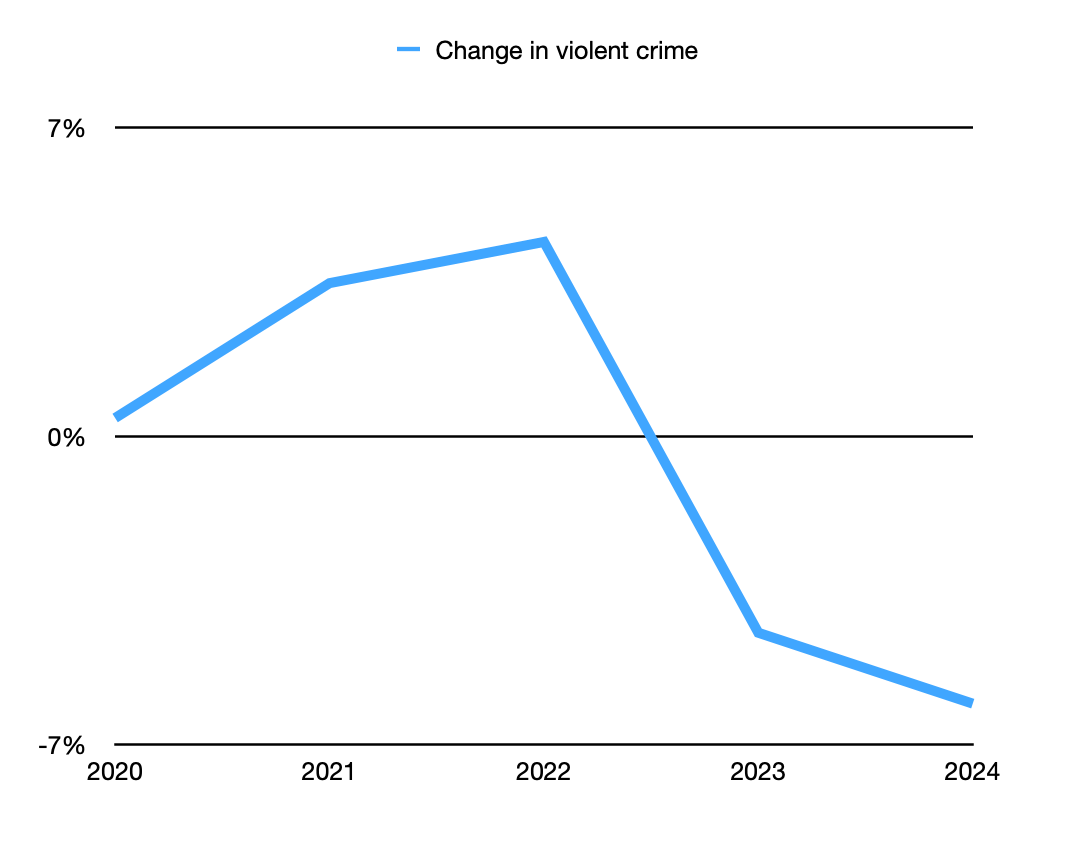
주요 도시 경찰 협회(Major Cities Chiefs Association)의 강력 범죄 변화 (2019년 7월 - 2024년 7월)

이러한 감소를 설명하기 위해 여러 이론이 제시되었다:
- 납-범죄 가설은 휘발유와 페인트에서 납이 제거되면서 특히 1978년 이후 태어난 어린이들의 납 노출이 줄어들었다고 주장한다. 학자 마크 A.R. 클라이만(Mark A.R. Kleiman)은 다음과 같이 썼다: "1980년대 이후 어린이들의 납 노출 감소와 납이 범죄에 미치는 추정된 영향을 고려할 때, 납 노출 감소는 1994-2004년 기간 동안의 범죄 감소의 매우 큰 부분—확실히 절반 이상—을 쉽게 설명할 수 있다. 지역의 납 노출 변화와 지역 범죄율을 연관시킨 신중한 통계 연구는 납 감소로 인한 범죄 감소의 비율이 90%를 초과한다고 추정한다.[23]
- 1990년대에 다양한 경찰력에 고용된 경찰관 수가 상당히 증가했다.[24]
- 1994년 9월 16일, 대통령 빌 클린턴은 폭력 범죄 통제 및 법 집행법에 서명하여 법률로 제정했다. 이 법에 따라 주 및 지방 법 집행, 교도소 및 범죄 예방 프로그램 개선을 위해 6년간 300억 달러 이상이 연방 지원으로 지출되었다. 대통령을 포함한 이 법의 지지자들은 이 법이 1990년대 내내 발생한 범죄의 급격한 감소에 주요 기여자라고 주장했지만, 비판자들은 이를 전례 없는 연방 쓸모없는 대공사로 일축했다.[25]
- 수감자 수는 1970년대 중반 이후 급격히 증가했다.[24]
- 1980년대 중반부터 크랙 코카인 시장이 급격히 성장했다가 10년 후 다시 감소했다. 일부 저자들은 강력 범죄와 크랙 사용 사이의 연관성을 지적했다.[24]
- 1973년 로 대 웨이드 사건 이후 낙태가 합법화되면서 어려운 환경에 처한 어머니로부터 태어나는 자녀의 수가 줄어들었고, 어려운 어린 시절을 보낸 자녀들은 범죄자가 될 가능성이 더 높다.[26]
- 고령화 인구의 변화하는 인구 통계는 전체 범죄 감소의 원인으로 지적되었다.[27]
- 소득 증가[28]
- 데이터 기반 경찰 업무 방식인 컴프스탯(1994년 생성된 관리 시스템)의 도입은 이를 채택한 도시에서 범죄를 크게 줄였다고 주장된다.[28]
- 범죄 감소 시기에 보안 기술의 품질과 활용 범위가 모두 증가했으며, 이후 자동차 절도율이 감소했다. 이는 다른 범죄율도 감소시키는 원인이 되었을 수 있다.[29]
- 미국으로의 이민 증가율[30][31]

이러한 요인 중 일부는 국제 비교 섹션의 "살인" 제목 아래 살인율 차트에 중첩되어 있다.

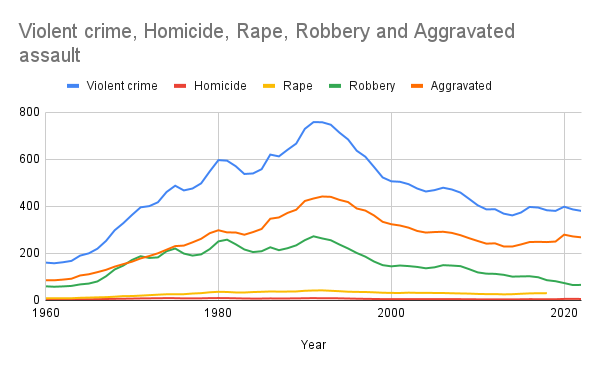
미국 강력 범죄 1960-2022

### 체포

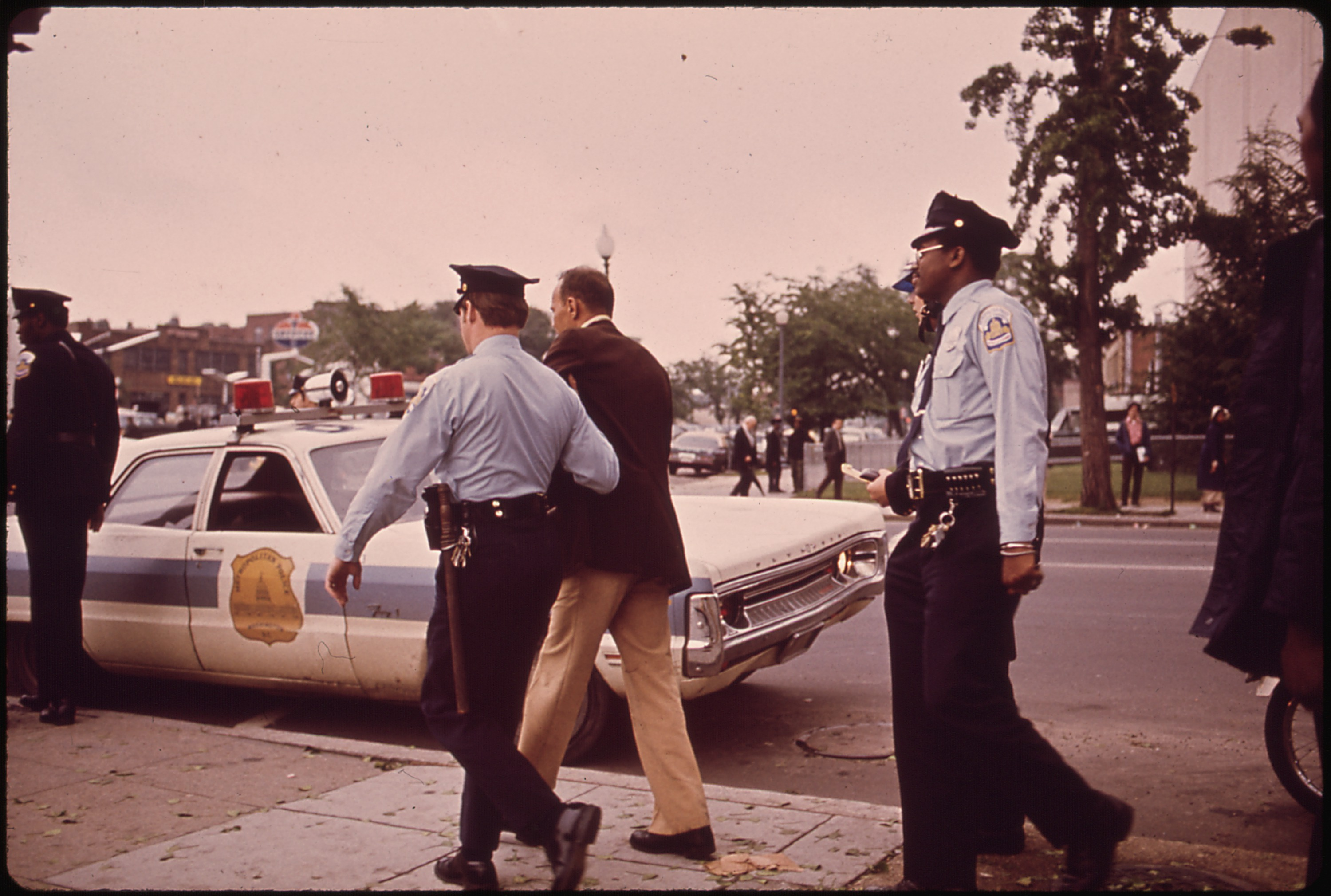
워싱턴 D.C.에서 공공장소 주취로 체포되는 한 남성, 1974년

각 주는 자체 경계 내에서 시행 가능한 법률을 가지고 있다. 주(州)는 미국 내에 있더라도 국경 밖에서는 관할권이 없다. 용의자가 도피한 주에 인도 요청을 해야 한다. 2014년에는 특정 주 관할권 밖에 있던 경범죄 용의자 186,873명에 대해 인도가 요청되지 않았다. 필라델피아는 다른 4개 주와의 경계에 가깝기 때문에 이 중 약 20,000건이 발생한다. 인도는 사건당 수백 달러가 소요되는 것으로 추정된다.
캘리포니아의 체포 데이터 분석에 따르면, 중범죄 체포의 가장 흔한 원인은 강도 및 폭행과 같은 강력 범죄, 절도 및 자동차 절도와 같은 재산 범죄, 그리고 마약 범죄이다. 경범죄의 경우, 가장 흔한 체포 원인은 교통 위반, 특히 음주 운전, 마약 범죄, 그리고 법정 불출석이었다. 다른 흔한 경범죄 체포 원인으로는 폭행 및 폭력, 그리고 경미한 절도와 같은 재산 범죄가 포함되었다.

## 성별 체포
법무부 프로그램실에 따르면, 지난 몇 년 동안 남성의 경우 절도 및 기물 파손과 같은 범죄가 감소했으며, 여성의 경우 살인 및 강도와 같은 범죄가 감소했다. 두 성별 모두에서 저질러진 대부분의 범죄는 25세 이상의 사람들에 의해 발생한다.

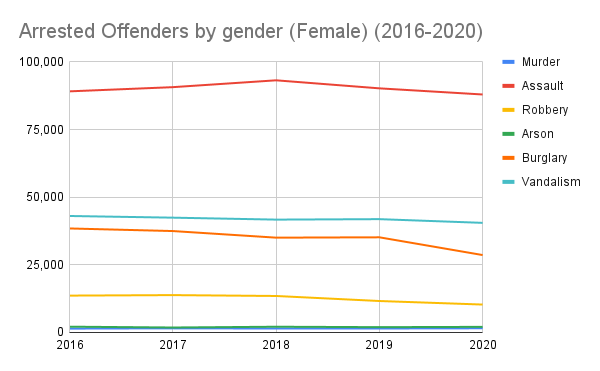
성별 체포 (여성) (2016–2020)

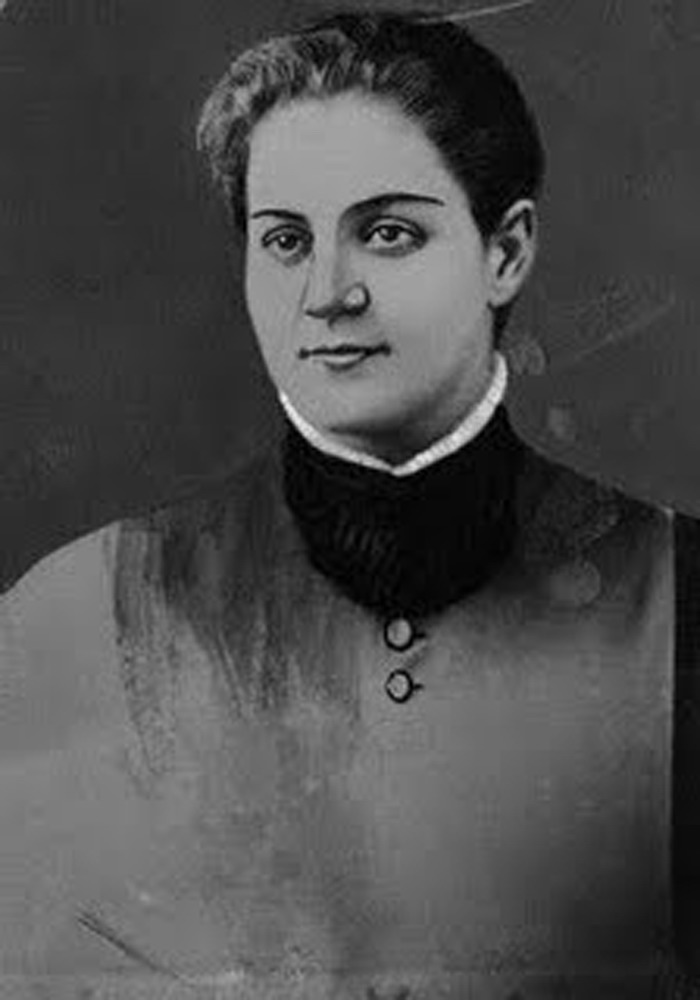
심문 중 제인 토팬은 환자들이 죽음에 임박했을 때 성적인 스릴을 느꼈다고 진술했다.

[[파일:Arrests by Gender (Male) (2016-2020).png|섬네일|성별 체포 (남성) (2016–2020)

## 연령별 체포

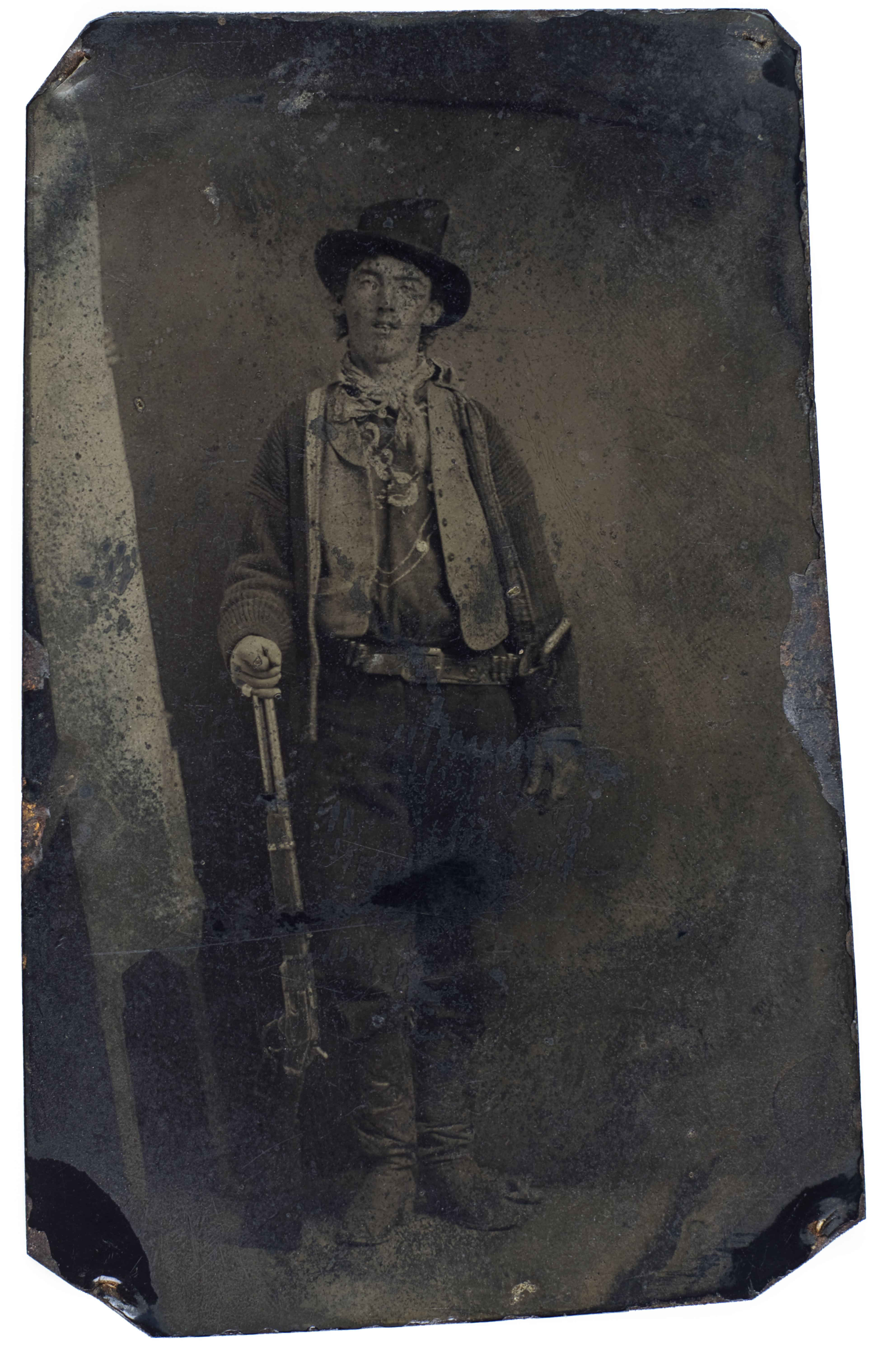
틴 타입에 담긴 헨리 매카티(Henry McCarty), 별칭 윌리엄 H. 보니, 더 잘 알려진 빌리 더 키드

2020년에 기록된 7,632,470건의 범죄 중 5,721,190건은 25세 이상의 사람에 의해 저질러졌다. 이 중 4,225,140건은 남성에 의해, 1,496,050건은 여성에 의해 저질러졌다.

## 이민 신분별 체포
많은 미국인들이 이민자들이 범죄를 저지를 가능성이 더 높다고 믿지만, 불법 이민자들은 미국 태생 시민보다 범죄율이 현저히 낮다. 불법 이민자들과 비교했을 때, 미국 태생 시민은 강력 범죄로 체포될 가능성이 두 배 이상 높고, 마약 범죄로 체포될 가능성이 2.5배 더 높으며, 재산 범죄로 체포될 가능성이 4배 이상 더 높다. 더욱이, 불법 이민자들 사이의 범죄율이 최근 몇 년 동안 증가했다는 증거는 없다. 위의 수치는 텍사스 주에서 나온 것으로, 텍사스는 이민 신분별 체포를 수집하는 유일한 주이지만, 카토 연구소(CATO Institute) 연구원들에 따르면 유사한 관계가 전국적으로도 유효하다는 증거가 있다.
범죄율의 대리 지표로 수감률을 사용하면, 이민자들은 미국 태생 시민보다 수감될 가능성이 60% 낮다. 지난 150년간의 미국 인구 조사 데이터에 따르면, 이민자들은 이 기간 동안 미국 태생 시민보다 일관되게 낮은 비율로 수감되었으며, 이 격차는 1960년 이후 더욱 확대되었다.

## 범죄에 미치는 영향

### 어린 시절 폭력 노출
1997년 미국 법무부 보고서에 따르면 "대부분의 폭력 행위는 학습된 행동이다. 가족 내 폭력에 대한 조기 노출은 폭력이나 신체 학대를 목격하는 것을 포함할 수 있다"고 명시되어 있으며, 어린 시절 이러한 폭력에 노출되는 것은 청소년기 폭력 행위 증가와 40%까지 연관되어 있다. 갱단과 불법 시장은 폭력에 대한 높은 수준의 노출, 폭력적인 역할 모델, 그리고 마약 유통과 같은 범죄 및 폭력 활동에 대한 긍정적인 보상을 제공한다. 갱단은 가난하고 소수 민족이 많으며 무질서한 지역에서 활동할 가능성이 높으며, 이는 강력 범죄에 더 큰 영향을 미친다. 왜냐하면 그러한 지역에서는 일반적으로 고용 기회가 적거나 제한적이며, 이러한 지역은 청소년 발달의 정상적인 진행을 저해한다는 증거가 있기 때문이다.
FBI 통일 범죄 보고서 통계에 따르면 2019년, 청소년(0~17세)은 체포의 7.13%를 차지했으며(성인: 92.87%), 이는 2010년의 12.65%에서 감소한 수치로, 청소년 체포 총수는 55.5% 감소했다. 이는 모든 연령대의 체포가 21.0% 감소한 것으로 설명된다. 연령을 통제할 때, 2010년 청소년 체포율은 10만 명당 1,296명이었고, 2019년에는 10만 명당 586명이었다. 데이터에 따르면 총 체포 건수는 12세에서 14세 사이에 10배 증가하고, 14세부터는 약 3년마다 두 배로 증가하여 19세에 정점을 찍고 35세까지 비교적 일정하게 유지된다.

### 범죄 유형 및 심각성
틀:Infobox UCR
사람들은 폭력 범죄 또는 성범죄 이력이 있는 범죄자들을 더 두려워하고 덜 동정하는 경향이 있다. FBI는 폭력적인 범죄 이력을 강간, 살인, 가중 폭행, 강도를 포함한 모든 폭력적인 중범죄로 정의한다. 사람들은 비폭력 범죄, 경범죄 및 성범죄가 없는 이력을 가진 사람들에 비해 폭력 범죄자들에게 더 부정적인 태도를 보이는 경향이 있다.

## 범죄 피해자학

유사 국가들 중, 미국은 전체 인구의 46%를 차지함에도 불구하고 총기 관련 어린이 사망의 97%를 차지한다 (2020년).

미국 법무통계국에 따른 백인과 흑인의 살인 피해율

미국의 총기 관련 자살 및 살인 (1999-2023)

2011년 설문 조사에 따르면 미국에서는 580만 건 이상의 강력 범죄와 1,710만 건의 재산 범죄가 발생했다. 법무통계국에 따르면, 각 재산 범죄는 한 가구에 해당하며, 강력 범죄는 강력 범죄 피해자의 수이다.
미국 범죄의 피해자학 내에서 패턴이 발견된다. 전반적으로 소득이 낮고 25세 미만이며 비백인인 사람들이 범죄 피해를 보고할 가능성이 더 높았다. 소득, 성별, 연령은 사람이 범죄 피해자가 될 가능성에 가장 큰 영향을 미쳤으며, 인종의 특징은 저질러진 범죄에 따라 달라졌다.
성별 측면에서 2019년 발행된 BJS 전국 범죄 피해 조사 (NCVS)에 따르면 "경찰에 보고된 폭력 피해 비율은 여성(46%)이 남성(36%)보다 높았다". 이러한 차이는 주로 단순 폭행 보고에 기인하며, 단순 폭행을 제외한 경찰에 보고된 폭력 피해 비율은 여성(47%)과 남성(46%)이 유사했다. 남성과 여성 모두 1.0의 피해자 대 인구 비율은 남성(49%) 또는 여성(51%) 피해자가 관련된 폭력 사건 비율이 남성(49%) 또는 여성(51%)의 인구 점유율과 같음을 보여준다.
강간과 관련하여 국가별 사건 기반 보고 시스템(NIBRS)은 여성이 남성보다 불균형적으로 더 많은 영향을 받는다고 나타낸다. 2010년부터 2020년까지 수집된 데이터에 따르면, 여성은 강간 피해자의 89%를 차지하는 반면, 남성은 11%를 차지한다. 가해자는 93%가 남성이다.
연령과 관련하여 25세 미만이 범죄, 특히 강력 범죄의 피해자가 될 가능성이 더 높았다. 강력 범죄의 피해자가 될 가능성은 재산 범죄의 피해자가 될 가능성보다 연령에 따라 훨씬 더 크게 감소했다. 예를 들어, 젊은이들을 대상으로 한 범죄의 3.03%는 절도였던 반면, 노인들을 대상으로 한 범죄의 20%는 절도였다.
편향 동기 보고서에 따르면 2011년 보고된 7,254건의 증오 범죄 중 47.7%(3,465건)가 인종 동기였으며, 인종 동기 사건의 72%(2,494건)가 흑인 반대 성향이었다. 또한, 증오 범죄의 20.8%(1,508건)가 성적 지향 동기였으며, 성적 지향 동기 사건의 57.8%(871건)가 남성 동성애 반대 성향이었다.
증오 범죄의 세 번째로 큰 동기 요인은 종교였으며, 이는 18.2%(1,318건)의 사건을 차지했으며, 종교 동기 사건의 62.2%(820건)가 반유대 성향이었다.

2007년 현재, 노숙인에 대한 강력범죄가 증가하고 있다.
범죄 피해자가 될 가능성은 인구 통계적 특성과 지리적 특성 모두와 관련이 있다.
2010년, UNODC에 따르면, 미국의 모든 살인 사건의 67.5%는 총기를 사용하여 저질러졌다. 미국에서 모든 피해자에게 미치는 총 재정적 영향 면에서 가장 비용이 많이 드는 범죄이자 가장 적게 보고되는 범죄는 강간이다.

## 수감

주별 수감률. 다양한 연도의 최신 자료; 2024년 6월 현재 이용 가능한 최신 자료. 주, 연방, 지방 수감자.

이 문서에는 미국 주와 미국 영토의 수감률 및 교정 감독률 목록이 있다. 또한 다양한 범주의 수감자 수가 포함되어 있다. 데이터는 미국 법무부 및 기타 출처에서 가져왔다. 수감자 수는 구금 전 피구금자와 여러 범주의 유죄 판결을 받은 수감자를 포함한다.
미국은 전 세계에서 가장 높은 수감률을 가지고 있다(재판 전 구금자와 유죄 판결을 받은 재소자를 포함). 2009년 현재, 미국에서는 연방 및 주 교도소, 지방 교도소를 포함하여 230만 명이 수감되었으며, 이는 전국 인구 10만 명당 793명의 수감률을 기록했다. 2011년 동안 160만 명이 연방 및 주 당국의 관할 하에 수감되었다. 2011년 말 현재, 미국 거주자 10만 명당 492명이 연방 및 주 교도소에 수감되었다. 160만 명의 주 및 연방 재소자 중 거의 140만 명이 주 관할이었고, 215,000명은 연방 관할이었다. 인구 통계학적으로 거의 150만 명의 재소자가 남성이었고, 115,000명이 여성이었으며, 581,000명이 흑인, 516,000명이 백인, 350,000명이 히스패닉이었다.
2011년 유죄 판결을 받은 주 재소자 135만 명 중 72만 5천 명이 강력범죄로, 25만 명이 재산 범죄로, 23만 7천 명이 마약 범죄로, 15만 명이 기타 범죄로 수감되었다. 2011년 유죄 판결을 받은 연방 재소자 20만 명 중 9만 5천 명이 마약 범죄로, 6만 9천 명이 공공 질서 위반으로, 1만 5천 명이 강력범죄로, 1만 1천 명이 재산 범죄로 수감되었다.

## 국제 비교

15개 고소득 국가 중 미국은 살인율이 가장 높고, 살인 사건 수도 가장 많다 (차트는 2021년 선택된 국가의 살인 데이터를 보여준다).

미국의 범죄율이 유사한 부와 발전 수준을 가진 다른 국가들과 비교되는 방식은 비교에 사용되는 범죄의 성격에 따라 달라진다. 범죄의 정의와 분류가 국가마다 다르기 때문에 전체 범죄 통계를 비교하는 것은 어렵다. 따라서 외국 기관의 연례 보고서에는 미국이 생략하는 범죄가 포함될 수 있고, 그 반대도 마찬가지이다.
그러나 캐나다와 같은 일부 국가에서는 강력 범죄를 구성하는 정의가 유사하며, 거의 모든 국가에서 살인을 구성하는 특성에 대한 정의가 동일하다. 전반적으로 미국의 총 범죄율은 선진국, 특히 유럽과 동아시아에 비해 높으며, 남미 국가와 러시아는 예외이다. 미국에서 보고된 일부 재산죄 유형은 독일이나 캐나다보다 낮게 조사되지만, 살인율은 상당히 높고 교도소 인구도 높다.
미국과 다른 고소득 국가 간의 살인율 격차는 최근 몇 년 동안, 특히 2020년 30% 증가가 다른 곳에서는 재현되지 않으면서 더욱 커졌으며, 중국, 인도, 튀르키예와 같은 많은 개발도상국보다도 높다. 유럽 연합에서는 2008년과 2019년 사이에 살인 사건이 32% 감소하여 3,875건을 기록한 반면, 미국에서는 2020년에만 4,901건 증가하여 미국의 살인율은 7배 더 높아졌다. 전 세계적으로 신뢰할 수 있는 범죄 추정치에서 미국은 일반적으로 중간보다 약간 낮은 순위, 대략 70번째로 낮거나 100번째로 높은 순위에 속한다.

### 강력범죄
보고된 미국 강력범죄율은 살인, 강간 및 성폭행, 강도, 폭행을 포함한다. 반면 캐나다의 강력범죄율은 1단계 폭행(즉, 무기를 사용하지 않고 심각한 신체 상해를 초래하지 않는 폭행)을 포함한 모든 범주의 폭행을 포함한다. 캐나다 정부 연구는 양국의 강력 범죄 총계 또는 비율의 직접적인 비교가 "부적절하다"고 결론지었다.
프랑스는 주먹이나 따귀와 같은 경미한 폭력을 폭행으로 간주하지 않지만, 오스트리아, 독일, 핀란드, 영국은 그러한 발생을 포함한다.
영국 또한 미국과 비교하여 강력범죄를 구성하는 정의가 다르기 때문에 전체 수치를 직접 비교하는 것은 결함이 있다. FBI의 통일 범죄 보고서는 "강력범죄"를 살인 및 비과실 치사, 강제 강간, 강도, 가중 폭행의 네 가지 특정 범죄 중 하나로 정의한다. 반면 영국 내무부는 모든 "인신 범죄"를 포함하는 강력범죄의 다른 정의를 가지고 있으며, 단순 폭행, 모든 강도, 모든 "성범죄"를 포함한다. FBI는 가중 폭행과 "강제 강간"만을 계산한다.
범죄율은 인구 전체를 포함하는 더 큰 인구에 걸쳐 인근 지역의 높거나 낮은 지역 비율을 평균함으로써 필연적으로 변경된다. 밀집된 범죄가 있는 작은 지역은 도시의 평균 범죄율을 높일 수 있다. 태평양 연구 및 평가 연구소(Pacific Institute for Research and Evaluation)에 따르면 강력범죄는 2조 2천억 달러에 달하며, 이는 미국 총 범죄 비용의 약 85%를 차지하는 것으로 추정된다.
| 국가            | 살인             | 강간          | 성폭행           | 강도       | 폭행         |
| --------------- | ---------------- | ------------- | ---------------- | ---------- | ------------ |
| 오스트레일리아  | 1.0 (0.8) 2022 * | — †           | 123.7 2022 †     | 36.75 2022 | 1017.6# 2022 |
| 독일            | 0.8              | 9.4 2010      | 56.9 2010        | 60         | 630          |
| 잉글랜드/웨일스 | 1.1              | 28.8 2010     | 82.1 2010        | 137        | 730          |
| 스코틀랜드      | 1.6              | 17.0 2009     | 124.6 2009       | 48         | 1487         |
| 미국            | 5.0              | 44.4 2018 UCR | 270.0 2018 NCVS^ | 133        | 241          |
| 스웨덴          | 1.0              | 63.5 2010     | 183.0 2010       | 103        | 927          |

*호주 살인 통계에는 살인 및 과실치사(살인 미수는 제외)가 포함된다. 괄호 안은 살인율.
†호주 통계는 성폭행만 기록하며, 강간에 대한 별도 통계는 없다. 성폭행은 강간, 강간 미수, 가중 성폭행(무기를 사용한 폭행), 추행, 물체 삽입, 관통으로 이어지지 않은 강제 성행위, 성행위 강요 시도를 포함하지만, 원치 않는 성적 접촉은 제외한다.
#호주 폭행 통계는 빅토리아 주의 폭행 데이터가 수집되지 않아 주/준주별 통계를 사용하여 계산되었다.
^UCR 강간 통계에는 성폭행이 포함되지 않지만, NCVS에는 포함된다. 또한 NCVS는 성폭행을 강제적/비강제적 성적 접촉, 강간 또는 성폭행에 대한 언어적 위협, 강간, 강간 미수, 강간이 아닌 성폭행을 포함하는 것으로 정의한다.

#### 살인
미국의 강력 범죄는 식민지 시대부터 감소 추세였다. 살인율은 1700년에 인구 10만 명당 30명 이상으로 추정되었고, 1800년에는 20명 미만으로, 1900년에는 10명 미만으로 떨어졌지만, 이러한 추정치, 특히 오래된 추정치는 매우 추측적인 것으로 간주되어야 한다.

2019년 워싱턴 D.C.를 포함한 주별 인구 10만 명당 고의적 살인율, 2019년

유엔 마약 범죄 사무소 (UNODC)의 2013년 보고서에 따르면, 2005년과 2012년 사이 미국 평균 살인율은 인구 10만 명당 4.9명이었으며, 전 세계 평균은 6.2명이었다. 그러나 미국은 다른 네 개의 선정된 "선진국"과 비교했을 때 훨씬 높은 살인율을 보였으며, 이들 국가의 평균 살인율은 모두 10만 명당 0.8명이었다. 2004년에는 인구 10만 명당 5.5건의 살인이 발생했으며, 이는 캐나다(1.9)의 약 3배, 독일과 이탈리아(0.9)의 6배에 달했다.
2018년 미국의 살인율은 인구 10만 명당 5.0명으로, 총 15,498건의 살인이 발생했다. 미국은 1970년대와 1980년대 강력범죄의 현저한 증가에 이어 그 이후로 범죄 감소를 겪는 등 다른 많은 서구 국가들과 유사한 범죄 역학을 경험했으며, 이는 서유럽에서도 흔한 패턴이다. 이러한 범죄 역학은 동유럽에서는 다소 달랐는데, 철의 장막 붕괴 이후 1990년대에 강력범죄가 정점에 달했으며, 1989년 혁명과 소련의 해체 이후 사회경제적 혼란기를 겪으며 소련 해체 후 국가의 1990년대 범죄는 높은 수준에 도달했다. 러시아는 1994년에 10만 명당 32.16명의 살인율로 정점을 찍었다. 미국에서는 최근 역사상 가장 높은 살인율이 1980년에 10만 명당 10.2명으로 정점에 달했다.
살인율은 국가마다 상당히 다르다. UNDOC에 따르면, 10만 명당 살인율(2022년 또는 2023년 데이터)은 자메이카, 에콰도르, 남아프리카 공화국, 아이티에서 40명 이상이지만, 싱가포르, 카타르, 오만에서는 0.2명 미만이다. 유럽 연합에서는 살인율이 10만 명당 0.9명(2020년 기준)이지만, 국가마다 다르며, 라트비아가 10만 명당 4.9명으로 가장 높은 살인율을 기록하고 있다. 유럽에서는 유럽 연합 외부에 있는 러시아가 10만 명당 6.7명(2021년 기준)으로 가장 높은 살인율을 기록하고 있다.
미국에서는 피해자와 가해자 간의 관계가 불분명한 살인 사건의 수가 1999년 이후 증가하고 있지만, 1990년대 초반 수준에는 미치지 못한다. 전체 살인 사건의 14%에서 피해자와 가해자는 모르는 사이였다. 배우자와 가족 구성원은 전체 피해자의 약 15%를 차지했으며, 피해자의 약 3분의 1은 가해자의 지인이었고, 살인 사건의 3분의 1 이상에서 피해자와 가해자 간의 관계가 불분명했다. 살인 사건에서 총기 개입은 1980년 이후 증가한 폭력 조직 관련 살인 사건, 1985년 55%에서 2005년 77%로 증가한 중범죄를 저지르는 동안 발생한 살인 사건, 최근 최저 수준으로 감소한 말다툼으로 인한 살인 사건, 그리고 비교적 일정한 수준을 유지한 다른 상황으로 인한 살인 사건이었다. 갱단 살인이 도시 빈민가의 일상적인 부분이 되었기 때문에, 경찰을 포함한 많은 사람들은 도시 빈민가의 사망 원인에 대해 선입견을 가지고 있다. 사망이 갱단 관련으로 분류되면 조사가 이루어질 가능성이 낮아지고 가해자가 잡히지 않을 가능성이 높아진다. 또한 갱단 살인 피해자는 경찰이 사건에 부여하는 우선순위를 결정하는 경우가 많다. 젠킨스(Jenkins, 1988)는 많은 연쇄 살인 사건이 경찰에 알려지지 않은 채로 남아 있으며, 흑인 가해자와 피해자가 관련된 사건은 특히 공식적인 관심에서 벗어날 가능성이 높다고 주장한다.
FBI에 따르면, "가해자의 인종이 알려진 경우, 53.0%는 흑인, 44.7%는 백인, 2.3%는 기타 인종이었다. 4,132명의 가해자에 대한 인종은 알려지지 않았다. (확대 살인 데이터 표 3(Expanded Homicide Data Table 3) 기준). 성별이 알려진 가해자 중 88.2%는 남성이었다." 미국 법무통계국에 따르면, 1980년부터 2008년까지 백인 살인 피해자의 84%는 백인 가해자에 의해 살해되었고, 흑인 살인 피해자의 93%는 흑인 가해자에 의해 살해되었다.

#### 총기 폭력

선진국의 총기 살인율 대 총기 소유율

국가별 민간인 1인당 총기 소유, 2017년 소형 무기 조사

미국은 민간인 1인당 총기 소유율이 가장 높다. CDC에 따르면 1999년부터 2014년까지 총기 사용으로 인한 살인 사건은 185,718건, 총기 사용으로 인한 자살은 291,571건이었다. 2019년 미국의 총기 살인율은 다른 선진국 평균의 18배였다. 1994년 이후 총기 판매가 크게 증가했음에도 불구하고, 미국은 총기 사용 살인율이 1993년 인구 10만 명당 7.0명에서 2013년 3.6명으로 감소했다.

### 재산 범죄

절도율, 주요 산업화 국가, 미국 법무통계국

법무통계국의 2004년 연구에 따르면, 1981년부터 1999년까지의 기간을 조사한 결과, 1998년 미국의 주거용 절도율은 스코틀랜드, 잉글랜드, 캐나다, 네덜란드, 호주보다 낮았다. 연구에 포함된 다른 두 국가인 스웨덴과 스위스는 절도율이 약간만 낮았다. 연구 기간의 처음 9년 동안 동일한 공공 조사는 호주만이 미국보다 높은 비율을 보였다. 저자들은 드문 데이터 포인트를 포함하여 비교를 수행하는 데 여러 가지 문제가 있음을 지적했다. (미국은 1995년부터 1999년까지 5차례 조사를 실시하여 캐나다보다 낮은 비율을 기록했으며, 캐나다는 비교를 위해 해당 기간 동안 단 한 번의 전화 조사를 실시했다.)

### 아동 대상 범죄
출생부터 청소년기까지의 아동에 대한 폭력은 "신체적, 성적, 정서적 등 다양한 형태로 나타나며 가정, 학교, 지역사회, 보호 및 사법 시스템, 인터넷 등 다양한 환경에서 발생한다"고 간주되는 "전 세계적인 현상"이다.
2001년 유니세프 보고서에 따르면, 미국은 아동 학대 및 방치로 인한 사망률이 모든 산업화 국가 중 가장 높으며, 어린이 10만 명당 2.4명이다. 프랑스는 1.4명, 일본은 1명, 영국은 0.9명, 독일은 0.8명이다. 미국 보건부에 따르면 텍사스주는 어린이 10만 명당 4.1명으로 사망률이 가장 높고, 뉴욕은 2.5명, 오리건은 1.5명, 뉴햄프셔는 0.4명이다.
2018년 의회 연구 서비스 보고서는 전국적으로 2014년부터 2016년까지 강력범죄율과 살인율이 매년 증가했다고 밝혔다.
2016년, 국가 아동 학대 및 방치 데이터 시스템(NCANDS)의 데이터에 따르면 약 1,750명의 어린이가 학대 또는 방치로 사망했으며, 이는 2012년부터 2016년까지 아동 대상 범죄가 7.4% 증가하는 지속적인 추세이며, 이러한 통계는 미국 일반 인구의 어린이 10만 명당 2.36명의 비율과 비교될 수 있다. 또한, 2016년 통계 중 44.2%는 아동에 대한 신체적 학대와 관련이 있다.
2016년 아동 복지 정보 게이트웨이 보고서에 따르면, 미국 내 아동 폭력의 78%는 부모에 의해 발생한다.

#### 인신매매
인신매매는 (1) 성적 인신매매; (2) 성매매 및 노동 착취; (3) 노동 착취의 세 가지 범주로 분류된다. 또한, 국내 미성년자 성매매율은 수년 동안 기하급수적으로 증가했다. 어린이 성적 인신매매는 아동 상업적 성 착취라고도 불리며, 포르노그래피, 매춘, 아동 성 관광, 아동 결혼의 형태로 분류된다. 인신매매범의 프로필과 인신매매 유형은 피해자를 납치하는 방식, 그들을 다루는 방식, 납치의 이유가 다르다.
2016년에는 인신매매범의 대다수(84.9%)가 남성이었으며, 평균 연령은 36세였다. 가해자의 약 70%는 미국 시민이었고, 거의 절반(49.4%)은 이전 범죄 기록이 거의 없거나 전혀 없었다.
2017년 국립 인신매매 핫라인(NHTH) 보고서에 따르면, 보고된 성매매 생존자 10,615명 중 2,762명이 미성년자였다.
미국 법무부는 아동 상업적 성 착취(CSEC)를 어떤 사람의 금전적 이익을 위해 또는 어떤 사람이 제공하거나 받은 가치 있는 대가(금전적 및 비금전적 이익 포함)와 교환하여 아동에 대한 성적 학대 또는 착취를 포함하는 다양한 범죄 및 활동으로 정의한다. 이러한 아동 대상 범죄는 언제 어디서든 발생할 수 있으며, 아동에게서 어린 시절을 빼앗고 정서적 및 심리적 발달에 극도로 해롭다.

##### 인신매매의 유형
포주가 통제하는 인신매매에서는 일반적으로 포주만이 피해자에 대한 완전한 신체적, 심리적, 정서적 통제권을 가진 유일한 인신매매범이다. 갱단이 통제하는 인신매매에서는 많은 수의 사람들이 피해자에 대한 권력을 행사하여 피해자를 마약을 얻을 목적으로 불법적이거나 폭력적인 임무에 참여하도록 강요한다. 또 다른 형태는 가족 인신매매라고 불리는데, 이는 피해자가 일반적으로 납치되지 않는다는 점에서 위에서 언급한 두 가지와 가장 다르다. 대신, 피해자는 빚을 갚거나 마약이나 돈을 얻는 등 금전적 가치가 있는 대가로 가족 구성원에 의해 성적으로 착취되도록 강요된다. 이러한 유형의 성 착취는 가장 탐지하기 어렵지만, 미국 내에서 가장 만연한 형태의 인신매매로 남아 있다.
2009년 청소년 사법 및 비행 예방국은 아동이 CSEC의 첫 피해자가 되는 평균 연령은 12세에서 14세 사이라고 보고했다. 그러나 착취자들이 나이가 많은 피해자로부터 HIV 또는 에이즈에 감염될까 봐 두려워하는 경향이 있어 이 연령은 점점 더 낮아지고 있다.
2018년 법무부 공보실은 인터넷 아동 범죄 태스크포스(ICAC)가 실시한 "브로큰 하트" 작전에 대한 보고서를 발표하며, 2,300명 이상의 온라인 아동 성범죄 용의자가 다음과 같은 혐의로 체포되었다고 밝혔다.
1. 아동 포르노를 제작, 배포, 수신 및 소지하는 행위
2. 성적인 목적으로 온라인에서 아동을 유인하는 행위
3. 아동 성 인신매매에 참여하는 행위
4. 주 경계를 넘어 또는 외국으로 여행하여 아동을 성적으로 학대하는 행위

2011년 법무통계국(Bureau of Justice Statistics)의 2008-10년 인신매매 의심 사건의 특성을 조사한 보고서에 따르면, 확인된 피해자의 약 94%가 여성으로 식별되었고 절반 이상이 17세 이하였다.

## 범죄 지리

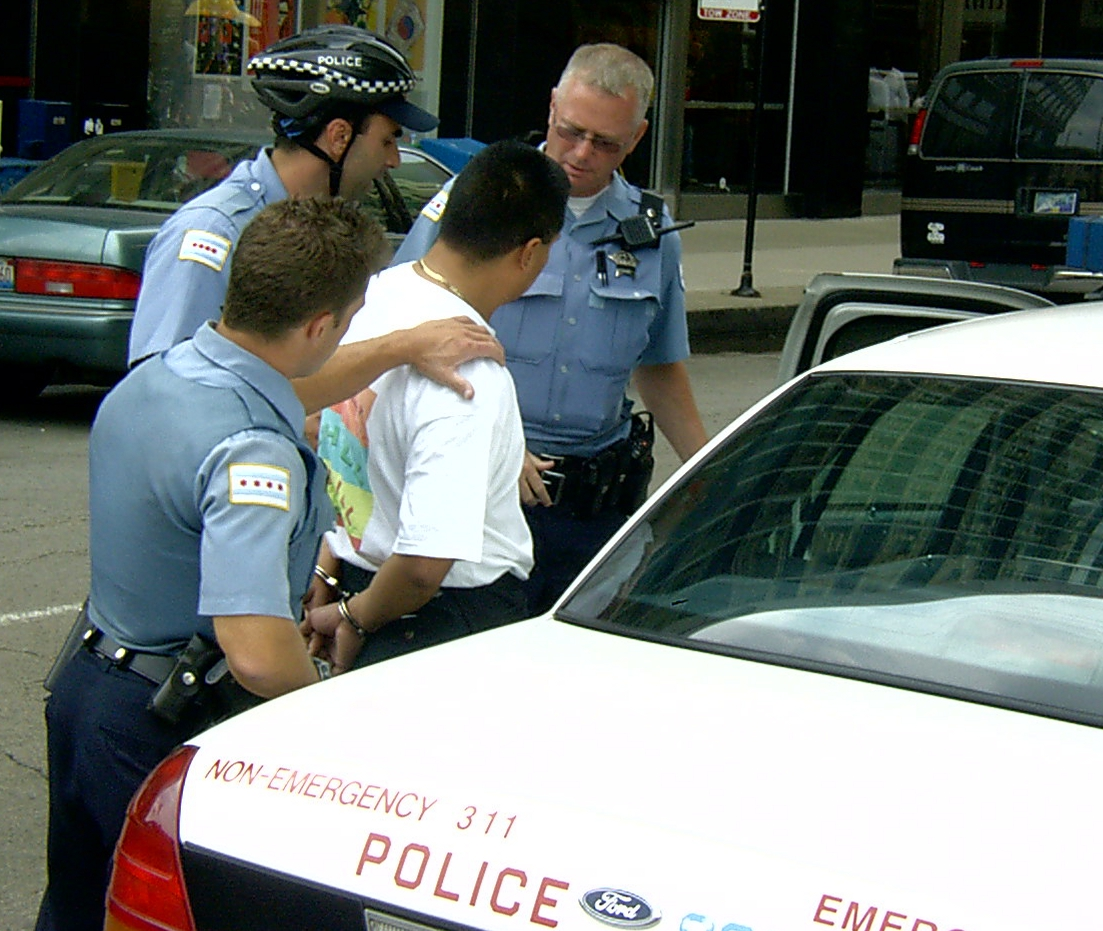
시카고에서 한 남성을 체포하는 경찰관, 2004년

미국의 범죄율은 지역사회 유형에 따라 달라진다. 대도시 통계 지역 내에서는 강력범죄율과 재산범죄율 모두 전국 평균보다 높다. 대도시 지역 외부에 위치한 도시에서는 강력범죄율은 전국 평균보다 낮지만, 재산범죄율은 높다. 농촌 지역의 경우 재산범죄율과 강력범죄율 모두 전국 평균보다 낮다.

### 지역
지역별 비교를 위해 FBI는 미국을 북동부, 중서부, 남부, 서부의 네 지역으로 나눈다. 2019년, 강력범죄율이 가장 낮은 지역은 북동부로, 인구 10만 명당 292.4명이었고, 강력범죄율이 가장 높은 지역은 서부로, 인구 10만 명당 413.5명이었다. 2019년, 재산범죄율이 가장 낮은 지역은 북동부로, 인구 10만 명당 1,350.4명이었고, 재산범죄율이 가장 높은 지역은 서부로, 인구 10만 명당 2,411.7명이었다.

### 주
미국 주마다 범죄율이 다르다. 2019년, 강력범죄율이 가장 낮은 주는 메인주로 인구 10만 명당 115.2명이었고, 강력범죄율이 가장 높은 주는 알래스카주로 인구 10만 명당 867.1명이었다. 그러나 미국 수도구인 워싱턴 D.C.는 2019년에 인구 10만 명당 1,049.0명의 강력범죄율을 기록했다. 2019년, 재산범죄율이 가장 높은 주는 루이지애나주로 인구 10만 명당 3,162.0명이었고, 재산범죄율이 가장 낮은 주는 매사추세츠주로 인구 10만 명당 1,179.8명이었다. 그러나 미국의 푸에르토리코는 2011년에 인구 10만 명당 702.7명의 재산범죄율을 기록했다.
2022년 FBI 통일 범죄 보고서에 따르면, 루이지애나주의 살인율은 인구 10만 명당 16.1명으로 34년 연속 전국(주) 최고를 기록했다.

### 대도시 지역

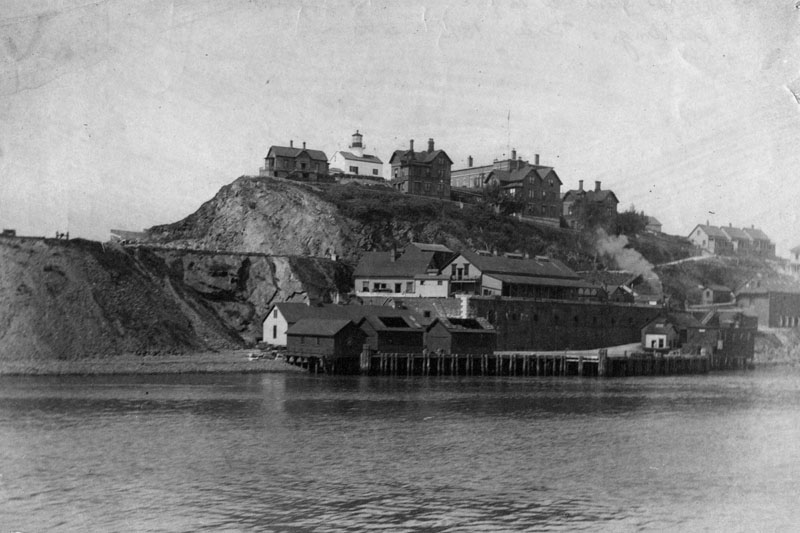
앨커트래즈섬, 1895년

대도시 통계 지역의 범죄율은 전국 평균보다 높은 경향이 있지만, 대도시 지역 내외부에서 큰 편차가 존재한다. 일부 보고 관할 지역은 매우 낮은 범죄율을 보고하는 반면, 다른 지역은 상당히 높은 범죄율을 보인다. 이러한 변동은 단순히 인구를 넘어선 많은 요인에 기인한다. FBI 범죄 통계 간행물은 단순히 인구 외의 요인들을 고려하지 않고 도시, 카운티, 대도시 통계 지역 및 기타 보고 단위의 비교 순위를 매기는 것에 대해 강력히 경고한다. 2017년, 강력범죄율이 가장 높은 대도시 통계 지역은 테네시주 멤피스 대도시 지역으로 인구 10만 명당 1168.3명이었고, 강력범죄율이 가장 낮은 대도시 통계 지역은 메인주 뱅고어 대도시 지역으로 65.8명이었다.
제프리 로스(Jeffrey Ross)에 따르면, 고립되고 서비스가 부족한 도시 공동체는 범죄와 갱 폭력을 영속시키는 경향이 있다. 미국에서는 범죄가 소수의 경제적으로 불우한 지역에 집중되는 것이 일반적이며, 어떤 민족 집단이 그곳에 살든 상관없이 이러한 지역은 지속적으로 범죄에 시달릴 수 있다.
| 대도시 통계 지역                            | 강력범죄율 (인구 10만 명당) | 재산범죄율 (인구 10만 명당) |
| ------------------------------------------- | --------------------------- | --------------------------- |
| 애틀랜타-샌디스프링스-로스웰 대도시권       | 367.6                       | 2,865.7                     |
| 보스턴-케임브리지-뉴턴 대도시권             | 305.3                       | 1,308.5                     |
| 시카고-네이퍼빌-엘진 대도시권               | 빈칸                        | 2,024.6                     |
| 댈러스-포트워스-알링턴 대도시권             | 369.3                       | 빈칸                        |
| 휴스턴-더우드랜즈-슈거랜드 대도시권         | 593.1                       | 빈칸                        |
| 로스앤젤레스-롱비치-애너하임 대도시권       | 496.7                       | 2,350.3                     |
| 마이애미-포트로더데일-웨스트팜비치 대도시권 | 458.2                       | 3,076.4                     |
| 뉴욕-뉴어크-저지시티 대도시권               | 332.9                       | 1,335.6                     |
| 필라델피아-캠든-윌밍턴 대도시권             | 428.7                       | 2,055.6                     |
| 워싱턴-알링턴-알렉산드리아 대도시권         | 273.4                       | 1,745.4                     |

## 형법의 수와 증가
연방 범죄 법률의 수에 대한 의견은 엇갈린다. 일부는 현재 너무 많은 법률이 존재한다고 주장한다. 1982년, 미국 법무부는 정확한 수치를 파악할 수 없었지만, 미국 법전에 3,000개의 범죄가 있다고 추정했다. 1998년, 미국 변호사 협회 (ABA)는 그 수가 3,000개보다 훨씬 많을 가능성이 높다고 밝혔지만, 구체적인 추정치는 제시하지 않았다. 2008년, 헤리티지 재단은 그 수가 최소 4,450개라는 보고서를 발표했다.틀:Secondary source needed 미국 하원 법사위원회 태스크포스 직원이 의회 조사국 (CRS)에 2013년 미국 법전에 있는 형사 범죄 계산을 업데이트해달라고 요청했을 때, CRS는 해당 작업을 수행할 인력과 자원이 부족하다고 답변했다.

## 같이 보기
- 미국의 부정부패
- 범죄 공포증
- 미국의 불법 마약 거래
- 미국의 총기 난사
- 미국의 인종과 범죄
  - 아프리카계 미국인의 범죄적 고정관념
- 주간 식별 지수
- 미국 도시별 범죄율
- 엄격 책임(형법) § 미국
- 법정모욕죄 § 미국
- 범죄 조직, 갱단 및 신디케이트 목록  § 미국
- 미국의 테러리즘

## 내용주
1. ↑  청소년 사법 및 비행 예방국(OJJDP) 통계에 따르면, 2010년 청소년 인구는 74,122,633명이었고, 2019년에는 73,088,675명이었다.[45]
2. ↑  "FBI는 해당 기관의 데이터가 대도시 지역 일부에서 과대 보고되었다고 판단했다."[118] 또한 일부 기관은 "기존 UCR 정의에 따라 분류된 강간 데이터를 제출했다."[118]
3. ↑  "FBI는 해당 기관의 데이터가 대도시 지역 일부에서 과소 보고되었다고 판단했다."[118]
4. ↑  "FBI는 해당 기관의 데이터가 대도시 지역 일부에서 과소 보고되었다고 판단했다."[118]

## 추가 문헌
- 패트릭 샤키 (2018). 《Uneasy Peace: The Great Crime Decline, the Renewal of City Life, and the Next War on Violence》. National Geographic Books. ISBN 978-0393609608.
- Webster, DW & Vernick, JS (2013). Reducing Gun Violence in America: Informing Policy with Evidence and Analysis. ISBN 978-1421411101